# Паничкин, Яков Афанасьевич
Яков Афанасьевич Паничкин (16 октября 1899, Санкт-Петербург, Российская империя — 7 февраля 1979, Ленинград, СССР) — советский военачальник, гвардии генерал-майор (25.09.1943).

## Биография
Родился 16 октября 1899 года в Санкт-Петербурге. Русский. В Первую мировую войну Паничкин работал токарем в мастерских Шмидта и на металлическом заводе в Петрограде. В мае 1916 года за участие в революционном движении и как член боевой дружины выслан из Петрограда (за распространение нелегальной литературы о вооруженной маевке и покушение на убийство начальника жандармского управления графа Радищева). После Февральской революции 1917 года возвратился в Петроград и вновь устроился на Петроградский металлический завод, одновременно был красногвардейцем заводской дружины. Участвовал в Октябрьской революции, в штурме Зимнего дворца.

### Гражданская война
После Октябрьской революции вступил в Петроградский красногвардейский преподавательский отряд, затем 7 декабря 1917 года убыл с одним из отрядов на Южный фронт для подавления антисоветского восстания в Донской области. Здесь он был в отрядах А. В. Мокроусова, И. Ф. Федько, Васильева и Полубанова. Участвовал в боях с белогвардейскими войсками генералов Л. Г. Корнилова и А. М. Каледина. В январе 1918 года под Таганрогом был ранен в ногу, после возвращения из госпиталя до мая 1918 года состоял рядовым бойцом в отрядах И. Ф. Федько и А. В. Мокроусова в Крыму. После сдачи Керчи не смог эвакуироваться и остался в городе (скрывался от немцев, петлюровцев и белогвардейцев в Крыму, а также в районах Мелитополя, Александровска и Павлограда).
В августе 1918 года Паничкин вступил в повстанческий отряд Н. И. Махно и был в нём рядовым бойцом и младшим командиром. С января 1919 года служил младшим командиром и командиром взвода в 1-м Новоспасовском полку 3-й Заднепровской бригады Н. И. Махно (в это время махновцы перешли на сторону Красной армии). Участвовал в боях против австро-германских оккупантов, белогвардейских войск генералов А. И. Деникина и А. Г. Шкуро под Таганрогом и Мариуполем. Дважды был ранен. Лечился в госпиталях в городах Никополь, Черкассы, Киев. После выздоровления зачислен на курсы младших командиров при штабе 12-й армии (с октября 1919 г. — школа красных командиров). Член ВКП(б) с 1919 года. В апреле 1920 года назначен начальником пешей разведки в 3-й интернациональный полк 58-й стрелковой дивизии. В мае — июне с этой дивизией участвовал в боях с белополяками на Юго-Западном фронте. Под Киевом был ранен и эвакуирован в госпиталь, после выздоровления с августа исполнял должность помощником командира и командира роты в 11-м запасном батальоне в городе Полтава. В сентябре с маршевой ротой убыл на Южный фронт против войск генерала П. Н. Врангеля. В составе 78-го стрелкового полка 9-й стрелковой дивизии командиром роты принимал участие в боях с врангелевскими войсками в Крыму. В феврале 1921 года с этой же дивизией участвовал в Тифлисской операции по свержению правительства Грузинской демократической республики и установлению советской власти.

### Межвоенные годы
Осенью 1921 года направлен на учёбу на курсы «Выстрел». В августе 1923 года назначен командиром взвода на 9-е Сумские пехотные курсы им. Н. А. Щорса. В мае 1924 года переведён в 67-й стрелковый полк 23-й стрелковой дивизии УВО, где проходил службу пом. командира и врид командира роты, зав. сапёрным обучением, командиром роты, пом. командира и врид командира батальона, командиром роты младшего комсостава. В декабре 1929 года он был переведён в штаб этой же 23-й стрелковой дивизии, где исполнял должность начальника 1-й и 2-й частей. В 1930—1931 гг. находился на разведывательных курсах при Штабе РККА, в 1933—1935 гг. учился на вечернем отделении Военной академии РККА им. М. В. Фрунзе при Харьковском окружном Доме Красной армии. В мае 1937 года майор Паничкин был назначен командиром отдельного разведбатальона этой же дивизии ХВО, с мая 1938 г. вступил в командование 69-м стрелковым полком. В последней должности принимал участие в Советско-финляндской войне 1939—1940 гг., за что был награждён орденом Красного Знамени. С мая 1940 года командовал 225-м стрелковым полком 23-й стрелковой дивизии. 5 июня 1941 года назначен заместителем командира 16-й стрелковой дивизии им. В. И. Киквидзе ПрибОВО.

### Великая Отечественная война
С началом войны в той же должности на Северо-Западном фронте. Дивизия входила в состав 27-й армии и дислоцировалась в районе города Таллин (Эстония). Её части участвовали в прикрытии морского побережья Балтийского моря, обороняли г. Таллин и южное побережье Финского залива от высадки морских десантов. С 30 июня 1941 года исполнял должность командира 16-й стрелковой дивизии им. В. И. Киквидзе.
С 27 июля 1941 года командовал 483-м стрелковым полком 177-й стрелковой дивизии (снижен в должности), которая в это время в составе 41-го стрелкового корпуса Лужской оперативной группы Северного фронта участвовала в боях на Лужском оборонительном рубеже. В октябре 1941 года полковник Паничкин был допущен к командованию 123-й стрелковой дивизией. Её части в составе войск 23-й армии Ленинградского фронта обороняли северо-западные подступы к Ленинграду в районе озера Лембаловское (юго-западнее г. Елизаветовка). В конце сентября 1942 года она была переброшена в район озера Слове-Ярви, нас. пункты Екатериновка, Осельки Ленинградской области.
22 декабря 1942 года Паничкин назначен командиром 92-й стрелковой дивизии этой же армии. Её части в это время вели оборонительные бои на северных подступах к Ленинграду со стороны Карельского перешейка в районе Сестрорецк, Белоостров, Чёрная Речка. За боевые отличия он был награждён орденом Отечественной войны 1-й степени. В июне 1944 года дивизия под его командованием участвовала в Выборгской наступательной операции. В декабре 1944 года генерал-майор Паничкин зачислен в резерв Ставки ВГК и направлен на учебу в Высшую военную академию им. К. Е. Ворошилова.

### Послевоенное время
После войны в конце июня 1945 года окончил академию и до конца сентября состоял в распоряжении ГУК НКО, затем был назначен заместителем командира 23-го гвардейского стрелкового корпуса ПрибВО. Через месяц освобождён от должности и вновь зачислен в распоряжение ГУК НКО. 15 января 1946 года гвардии генерал-майор Паничкин уволен в запас по болезни.

## Награды
- орден Ленина (21.02.1945)[5][6]
- два ордена Красного Знамени (21.05.1940[3], 03.11.1944[6][7])
- орден Кутузова II степени (22.06.1944)[8]
- орден Отечественной войны I степени (14.12.1943)[9]
  - медали в том числе:
  - «XX лет Рабоче-Крестьянской Красной Армии» (1938)[9]
  - «За оборону Ленинграда» (01.06.1943)[10]
  - «За победу над Германией в Великой Отечественной войне 1941—1945 гг.» (23.06.1945)[11]
  - «Ветеран Вооружённых Сил СССР» (1976)